# Anna Sidorova
Pour les articles homonymes, voir Sidorova.
Anna Vladimirovna Sidorova (russe : А́нна Влади́мировна Си́дорова), née le 6 février 1991 à Moscou, est une curleuse russe.

## Biographie
Elle débute au curling à l'âge de 13 ans. Elle est membre de l'équipe nationale de curling. À l'âge de 19 ans elle est sélectionnée dans l'équipe nationale de curling aux Jeux olympiques d'hiver de 2010 à Vancouver au Canada.